# Mafra
För andra betydelser, se Mafra (olika betydelser).
Mafra är en  (portugisiskt uttal: [ˈmafɾɐ]
 ( lyssna)) stad och kommun i mellersta Portugal, 40 km nordväst om huvudstaden Lissabon och 7 km öster om atlantkusten. Staden ligger i Distrito de Lisboa. 
Mafra har cirka 11 300 invånare.
Kommunen har ungefär 76 685 invånare (2020)  och en yta på 292 km², och består av elva freguesias (kommundelar).

- Azueira e Sobral da Abelheira
- Carvoeira
- Encarnação
- Enxara do Bispo, Gradil e Vila Franca do Rosário
- Ericeira
- Igreja Nova e Cheleiros
- Mafra
- Malveira e São Miguel de Alcainça
- Milharado
- Santo Isidoro
- Venda do Pinheiro e Santo Estêvão das Galés

Mafra är känd för sin palatskyrka (Palácio-Convento de Mafra) uppförd på 1700-talet i barockstil. 

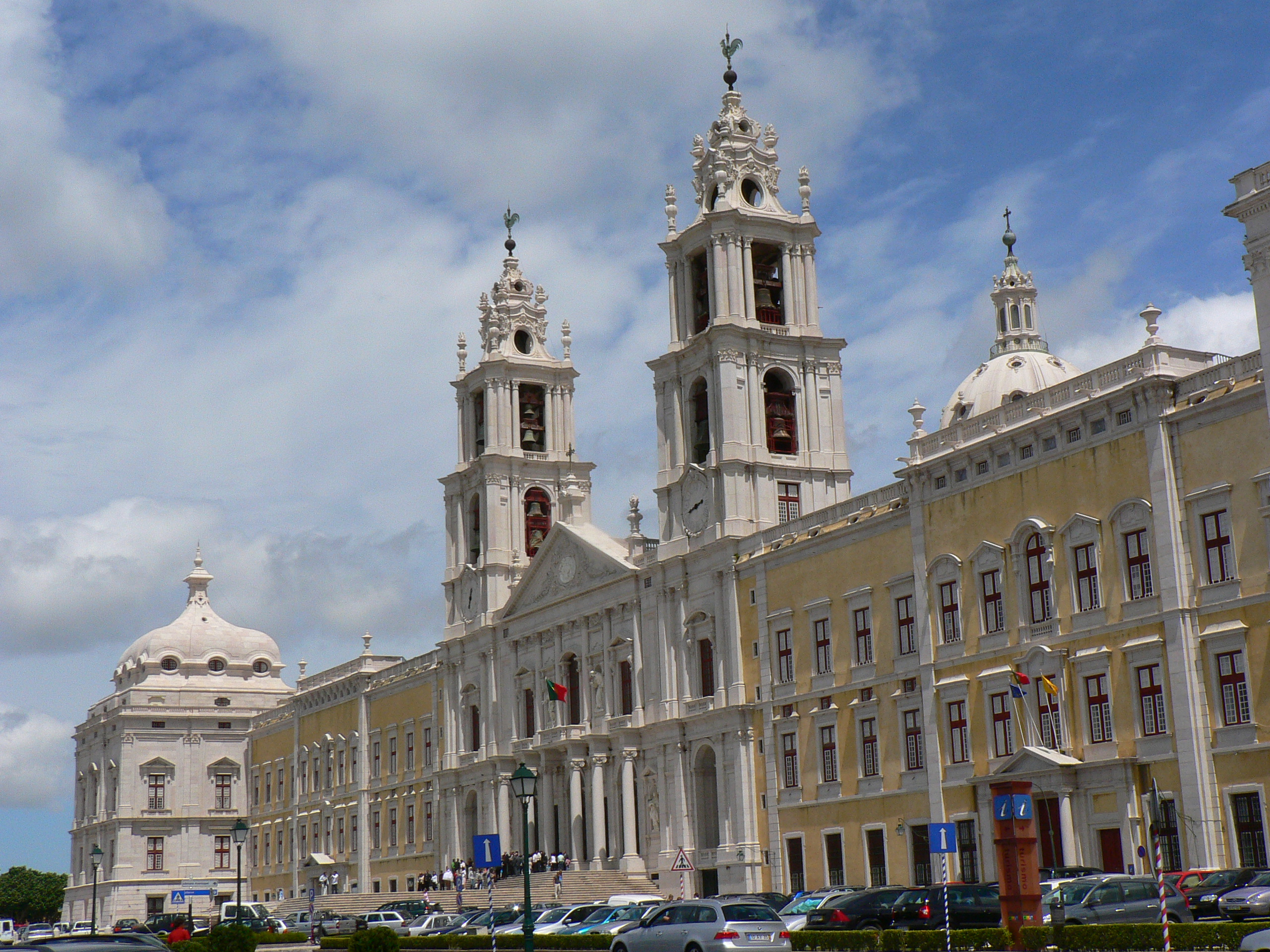
Klosterkyrkan i Mafra

## Ortnamnet
Ortnamnet Mafra kommer från det arabiska mahafr (”gropar”). Under medeltiden stavades namnet Máfora.

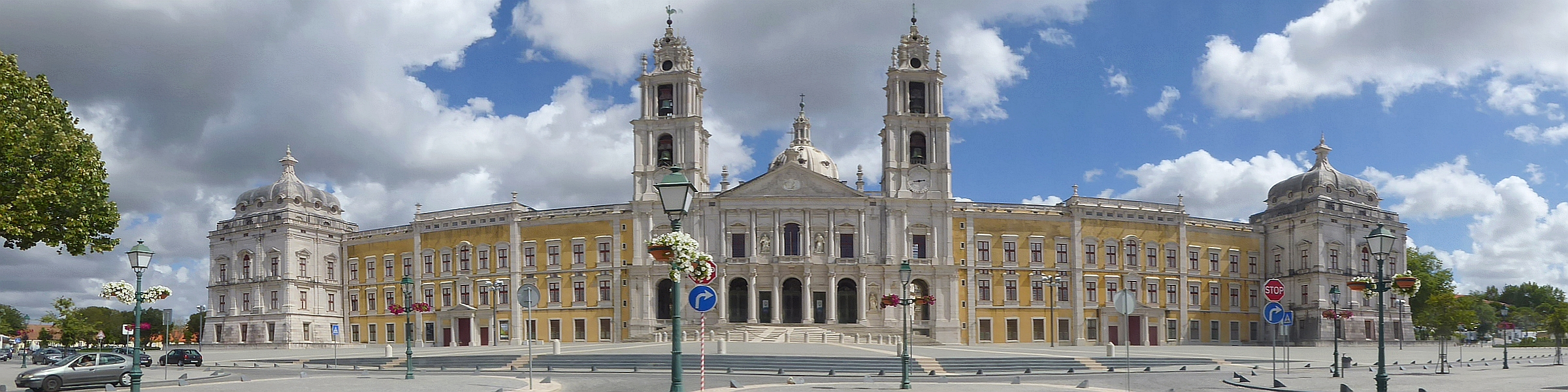
Panorama Palácio Nacional de Mafra (2016)